# Bertrange (Mosela)
Bertrange é uma comuna francesa na região administrativa do Grande Leste, no departamento de Mosela. Estende-se por uma área de 6.82 km², e possui 2.721 habitantes, segundo o censo de 2018, com uma densidade de 400 hab/km².